# 中村好寿
中村 好寿（なかむら よしひさ、1943年 - ）は広島県出身の軍事評論家、陸上自衛官。政軍関係論、軍備管理論、RMA（軍事における革命）等に関し著作がある。

## 経歴
1965年防衛大学校本科第9期卒業後、陸上自衛隊入隊。職種は普通科（歩兵）。陸上自衛隊幹部学校指揮幕僚課程、米国スタンフォード大学大学院及び同大学安全保障・軍備管理問題研究所等で学ぶ。
普通科連隊中隊長、防衛大学校陸上防衛学教室助教授（この間に、アメリカ海軍大学院客員教授、米国国防大学客員研究員、カリフォルニア大学バークレー校東アジア研究所客員研究員）、陸上自衛隊幹部学校戦略教官室教官、陸上自衛隊東北方面総監部幕僚、ジョージア工科大学客員教授、防衛研究所主任研究員を経て、2000年陸上自衛隊を退職（1等陸佐）、その後軍事アナリスト。

## 研究分野
自衛隊の国連平和維持活動(PKO)参加が実現する前から平和維持活動への取り組みを論じるなど、先進的なテーマに積極的に取り組む。防衛大学校や防衛研究所での勤務が長く、米国の大学での客員研究員・客員教授の経験もあり、典型的な軍人学者（ソルジャー・スカラー）であった。また、陸上自衛隊在職中からマスコミでも積極的に所論を発表しており、雑誌『世界』でも論文を発表した。
近年は、軍事革命（RMA)に関し論じており、軍事革命の進展に伴い戦争の枠組みが「消耗戦」から「ショック戦」に変化しているとして、クラウゼヴィッツの『戦争論』に対し批判的な見解を表明している。

## 著作

### 単著
- 『二十一世紀への軍隊と社会－シビル・ミリタリー・リレーションズの研究』時潮社、1984年。
- 『抑止力を越えて－2020年の軍事力』時潮社、1996年。
- 『軍事革命(RMA)－ <情報>が戦争を変える』中央公論新社（中公新書）、2001年。
- 『ビジネスに活かす!最新・米軍式意思決定の技術』東洋経済新報社、2006年。ISBN 4492532102

### 編著
- 『新世代の戦略思考－男性も女性も、学生もビジネスマンも考えてほしい、日本の新戦略を』時潮社、1989年。

### 訳書
- John W. Spanier『朝鮮戦争と戦略論争』原書房、1970年。
- J.F.C.フラー『制限戦争指導論－1789-1961 フランス革命・産業革命・ロシア革命が戦争と戦争指導に及ぼした衝撃の研究』原書房、1975年。中公文庫、2023年。
- クラウス・クノール『国際関係におけるパワーと経済』（浦野起央 共訳）時潮社、1979年。